# Dorfkirche Rabis

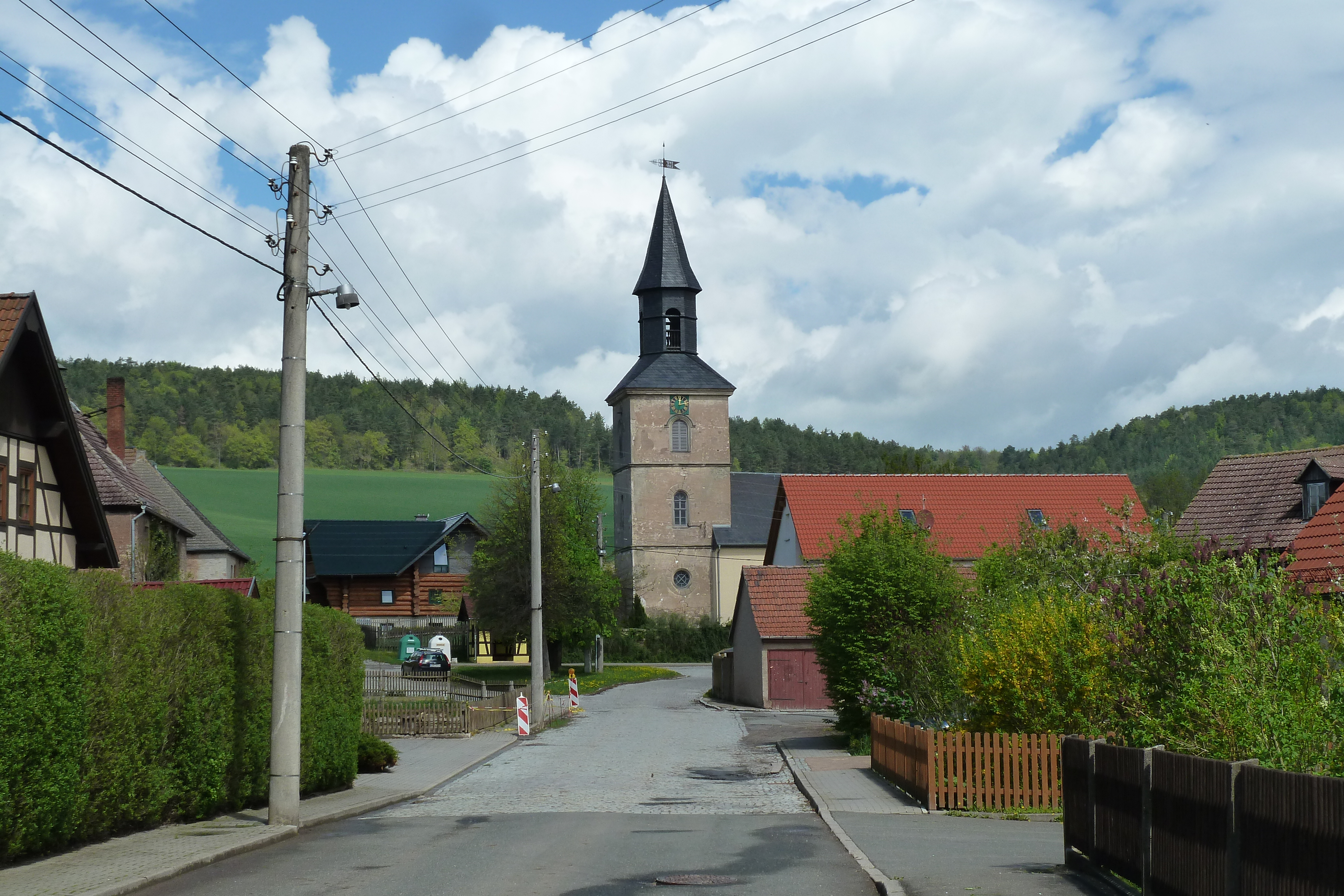
Dorfansicht mit der Kirche

Die Dorfkirche Rabis steht im Ortsteil Rabis der Gemeinde Schlöben im Saale-Holzland-Kreis in Thüringen.

## Lage
Die solitäre Kirche befindet sich zentral im Ortsteil und ist sehr gut erreichbar. Nur die Bewohner des ehemaligen Vorwerkes Fraitsch haben einen weiteren Weg zu gehen.

## Geschichte
Der Ort Rabis hatte auf Grund seiner Lage zu Jena eine wechselvolle Geschichte. Er gehörte bis zur Reformation noch zum Dekanat Naumburg. So wurde Rabis 1546 Drackendorf bei Jena angeschlossen und 1640 in das Kirchspiel Schlöben aufgenommen. Danach gehörte die Kirche zu Schöngleina. Inzwischen gehört sie zum Pfarrbereich Hermsdorf im Kirchenkreis Eisenberg der Evangelischen Kirche in Mitteldeutschland.

## Bauwerk
Die Saalkirche wurde 1676/1677 mit dreiseitigen Emporen errichtet. 1842 baute man anstelle des Holzturms den Westturm stabil. 1983–1986 erfolgte eine gründliche Restaurierung des Innenraumes und Daches. Die im 17. Jahrhundert angebaute Sakristei wurde wegen Baufälligkeit abgerissen. Im Kirchenschiff wurden Bretter, Balken und Decke mit Rankenmalerei und Marmorierung ausgemalt. Die Orgel wurde 1809 eingebaut. 1820 folgte die Kanzel.
Die im Weltkrieg eingeschmolzene Glocke wurde 1958 ersetzt.